# ساروس خورشیدی ۱۱۲
ساروس ۱۱۲ دوره‌ای زمانی با چرخه‌ای حدود ۱۸ سال و ۱۱ روز و ۸ ساعت (تقریباً ۶۵۸۵ و یک سوم روز) است که شامل ۷۲ خورشیدگرفتگی می‌شود.

## رخدادها
| ساروس | عضو | تاریخ           | زمان (بزرگ‌ترین) ساعت هماهنگ جهانی | نوع    | مکان طول و عرض جغرافیایی | گاما    | قدر    | گُستره (km) | مدت زمان (دقیقه: ثانیه) | منبع |
| ----- | --- | --------------- | --------------------------------- | ------ | ------------------------ | ------- | ------ | ---------- | ----------------------- | ---- |
| ۱۱۲   | ۱   | ۳۱ ژوئیه ۵۳۹    | ۱:۵۹:۰۲                           | جزئی   | 62.6S 123.1E             | -1.4924 | 0.0889 |            |                         |      |
| ۱۱۲   | ۲   | ۱۰ اوت ۵۵۷      | ۹:۲۸:۴۰                           | جزئی   | 62S 0.9E                 | -1.4288 | 0.2066 |            |                         |      |
| ۱۱۲   | ۳   | ۲۱ اوت ۵۷۵      | ۱۷:۰۶:۵۱                          | جزئی   | 61.5S 123.3W             | -1.371  | 0.3137 |            |                         |      |
| ۱۱۲   | ۴   | ۱ سپتامبر ۵۹۳   | ۰:۵۳:۱۵                           | جزئی   | 61.1S 110.6E             | -1.319  | 0.41   |            |                         |      |
| ۱۱۲   | ۵   | ۱۲ سپتامبر ۶۱۱  | ۸:۴۹:۳۴                           | جزئی   | 60.9S 17.9W              | -1.2744 | 0.4929 |            |                         |      |
| ۱۱۲   | ۶   | ۲۲ سپتامبر ۶۲۹  | ۱۶:۵۵:۱۶                          | جزئی   | 60.8S 148.7W             | -1.2369 | 0.5622 |            |                         |      |
| ۱۱۲   | ۷   | ۴ اکتبر ۶۴۷     | ۱:۱۰:۳۰                           | جزئی   | 60.9S 78.1E              | -1.2065 | 0.6186 |            |                         |      |
| ۱۱۲   | ۸   | ۱۴ اکتبر ۶۶۵    | ۹:۳۳:۲۲                           | جزئی   | 61.2S 57W                | -1.1819 | 0.6641 |            |                         |      |
| ۱۱۲   | ۹   | ۲۵ اکتبر ۶۸۳    | ۱۸:۰۴:۳۳                          | جزئی   | 61.7S 165.7E             | -1.1635 | 0.6981 |            |                         |      |
| ۱۱۲   | ۱۰  | ۵ نوامبر ۷۰۱    | ۲:۴۲:۲۳                           | جزئی   | 62.3S 26.6E              | -1.1502 | 0.7226 |            |                         |      |
| ۱۱۲   | ۱۱  | ۱۶ نوامبر ۷۱۹   | ۱۱:۲۵:۰۲                          | جزئی   | 63S 113.8W               | -1.1408 | 0.7402 |            |                         |      |
| ۱۱۲   | ۱۲  | ۲۶ نوامبر ۷۳۷   | ۲۰:۱۲:۰۲                          | جزئی   | 63.9S 104.4E             | -1.1347 | 0.7516 |            |                         |      |
| ۱۱۲   | ۱۳  | ۸ دسامبر ۷۵۵    | ۵:۰۰:۵۵                           | جزئی   | 64.8S 38.2W              | -1.1301 | 0.7604 |            |                         |      |
| ۱۱۲   | ۱۴  | ۱۸ دسامبر ۷۷۳   | ۱۳:۵۱:۰۱                          | جزئی   | 65.9S 178.5E             | -1.1264 | 0.7678 |            |                         |      |
| ۱۱۲   | ۱۵  | ۲۹ دسامبر ۷۹۱   | ۲۲:۳۸:۴۰                          | جزئی   | 67S 35.4E                | -1.1206 | 0.7792 |            |                         |      |
| ۱۱۲   | ۱۶  | ۹ ژانویه ۸۱۰    | ۷:۲۵:۱۹                           | جزئی   | 68S 108W                 | -1.1139 | 0.7924 |            |                         |      |
| ۱۱۲   | ۱۷  | ۲۰ ژانویه ۸۲۸   | ۱۶:۰۷:۰۳                          | جزئی   | 69.1S 109.3E             | -1.1035 | 0.8129 |            |                         |      |
| ۱۱۲   | ۱۸  | ۳۱ ژانویه ۸۴۶   | ۰:۴۴:۰۷                           | جزئی   | 70S 32.9W                | -1.0889 | 0.8414 |            |                         |      |
| ۱۱۲   | ۱۹  | ۱۱ فوریه ۸۶۴    | ۹:۱۴:۰۳                           | جزئی   | 70.8S 173.9W             | -1.0684 | 0.8814 |            |                         |      |
| ۱۱۲   | ۲۰  | ۲۱ فوریه ۸۸۲    | ۱۷:۳۸:۱۶                          | جزئی   | 71.4S 46E                | -1.0431 | 0.9309 |            |                         |      |
| ۱۱۲   | ۲۱  | ۴ مارس ۹۰۰      | ۱:۵۴:۴۳                           | جزئی   | 71.8S 92.6W              | -1.0112 | 0.9933 |            |                         |      |
| ۱۱۲   | ۲۲  | ۱۵ مارس ۹۱۸     | ۱۰:۰۳:۲۷                          | کامل   | 68.4S 94.4E              | -۰٫۹۷۳  | ۱٫۰۴۸۹ | ۷۳۷        | ۲ دقیقه و ۵۳ ثانیه      |      |
| ۱۱۲   | ۲۳  | ۲۵ مارس ۹۳۶     | ۱۸:۰۴:۴۹                          | کامل   | 59.4S 48.5W              | -۰٫۹۲۸۴ | ۱٫۰۵۵۵ | ۴۹۶        | ۳ دقیقه و ۳۷ ثانیه      |      |
| ۱۱۲   | ۲۴  | ۶ آوریل ۹۵۴     | ۱:۵۹:۱۵                           | کامل   | 50.3S 178.9W             | -۰٫۸۷۷۸ | ۱٫۰۶۱۱ | ۴۱۷        | ۴ دقیقه و ۲۰ ثانیه      |      |
| ۱۱۲   | ۲۵  | ۱۶ آوریل ۹۷۲    | ۹:۴۶:۴۶                           | کامل   | 41.4S 56.2E              | -۰٫۸۲۱۳ | ۱٫۰۶۶  | ۳۷۶        | ۵ دقیقه و ۴ ثانیه       |      |
| ۱۱۲   | ۲۶  | ۲۷ آوریل ۹۹۰    | ۱۷:۲۸:۲۱                          | کامل   | 33S 65.2W                | -۰٫۷۵۹۹ | ۱٫۰۷   | ۳۴۹        | ۵ دقیقه و ۴۵ ثانیه      |      |
| ۱۱۲   | ۲۷  | ۸ مه ۱۰۰۸       | ۱:۰۴:۵۰                           | کامل   | 25.1S 175.9E             | -۰٫۶۹۴  | ۱٫۰۷۳۴ | ۳۳۰        | ۶ دقیقه و ۲۲ ثانیه      |      |
| ۱۱۲   | ۲۸  | ۱۹ مه ۱۰۲۶      | ۸:۳۷:۴۹                           | کامل   | 17.8S 58.9E              | -۰٫۶۲۵۱ | ۱٫۰۷۵۸ | ۳۱۴        | ۶ دقیقه و ۵۲ ثانیه      |      |
| ۱۱۲   | ۲۹  | ۲۹ مه ۱۰۴۴      | ۱۶:۰۶:۲۲                          | کامل   | 11.1S 56.2W              | -۰٫۵۵۲۵ | ۱٫۰۷۷۵ | ۳۰۰        | ۷ دقیقه و ۱۲ ثانیه      |      |
| ۱۱۲   | ۳۰  | ۹ ژوئن ۱۰۶۲     | ۲۳:۳۴:۰۵                          | کامل   | 5.2S 170.2W              | -۰٫۴۷۹۳ | ۱٫۰۷۸۱ | ۲۸۷        | ۷ دقیقه و ۲۰ ثانیه      |      |
| ۱۱۲   | ۳۱  | ۲۰ ژوئن ۱۰۸۰    | ۷:۰۰:۱۳                           | کامل   | 0.2S 76.9E               | -۰٫۴۰۴۷ | ۱٫۰۷۷۹ | ۲۷۵        | ۷ دقیقه و ۱۸ ثانیه      |      |
| ۱۱۲   | ۳۲  | ۱ ژوئیه ۱۰۹۸    | ۱۴:۲۸:۲۰                          | کامل   | 3.8N 35.8W               | -۰٫۳۳۲  | ۱٫۰۷۶۸ | ۲۶۳        | ۷ دقیقه و ۵ ثانیه       |      |
| ۱۱۲   | ۳۳  | ۱۱ ژوئیه ۱۱۱۶   | ۲۱:۵۶:۲۱                          | کامل   | 6.8N 148W                | -۰٫۲۵۹۴ | ۱٫۰۷۴۸ | ۲۵۱        | ۶ دقیقه و ۴۶ ثانیه      |      |
| ۱۱۲   | ۳۴  | ۲۳ ژوئیه ۱۱۳۴   | ۵:۲۹:۱۹                           | کامل   | 8.6N 99E                 | -۰٫۱۹۱  | ۱٫۰۷۲  | ۲۳۸        | ۶ دقیقه و ۲۲ ثانیه      |      |
| ۱۱۲   | ۳۵  | ۲ اوت ۱۱۵۲      | ۱۳:۰۴:۵۹                          | کامل   | 9.5N 14.4W               | -۰٫۱۲۵  | ۱٫۰۶۸۵ | ۲۲۵        | ۵ دقیقه و ۵۵ ثانیه      |      |
| ۱۱۲   | ۳۶  | ۱۳ اوت ۱۱۷۰     | ۲۰:۴۶:۵۰                          | کامل   | 9.3N 129.3W              | -۰٫۰۶۴۶ | ۱٫۰۶۴۵ | ۲۱۱        | ۵ دقیقه و ۲۸ ثانیه      |      |
| ۱۱۲   | ۳۷  | ۲۴ اوت ۱۱۸۸     | ۴:۳۲:۵۸                           | کامل   | 8.4N 114.6E              | -۰٫۰۰۸۲ | ۱٫۰۵۹۸ | ۱۹۷        | ۵ دقیقه و ۱ ثانیه       |      |
| ۱۱۲   | ۳۸  | ۴ سپتامبر ۱۲۰۶  | ۱۲:۲۷:۲۶                          | کامل   | 6.8N 3.7W                | ۰٫۰۴۰۹  | ۱٫۰۵۴۹ | ۱۸۱        | ۴ دقیقه و ۳۶ ثانیه      |      |
| ۱۱۲   | ۳۹  | ۱۴ سپتامبر ۱۲۲۴ | ۲۰:۲۷:۴۹                          | کامل   | 4.7N 123.7W              | ۰٫۰۸۴۷  | ۱٫۰۴۹۶ | ۱۶۵        | ۴ دقیقه و ۱۱ ثانیه      |      |
| ۱۱۲   | ۴۰  | ۲۶ سپتامبر ۱۲۴۲ | ۴:۳۵:۳۹                           | کامل   | 2.2N 114.3E              | ۰٫۱۲۱۹  | ۱٫۰۴۴۳ | ۱۴۹        | ۳ دقیقه و ۴۸ ثانیه      |      |
| ۱۱۲   | ۴۱  | ۶ اکتبر ۱۲۶۰    | ۱۲:۵۰:۲۵                          | کامل   | 0.4S 9.6W                | ۰٫۱۵۲۷  | ۱٫۰۳۹  | ۱۳۲        | ۳ دقیقه و ۲۵ ثانیه      |      |
| ۱۱۲   | ۴۲  | ۱۷ اکتبر ۱۲۷۸   | ۲۱:۱۳:۰۱                          | کامل   | 3S 135.4W                | ۰٫۱۷۶۲  | ۱٫۰۳۳۸ | ۱۱۶        | ۳ دقیقه و ۳ ثانیه       |      |
| ۱۱۲   | ۴۳  | ۲۸ اکتبر ۱۲۹۶   | ۵:۴۱:۲۹                           | کامل   | 5.5S 97.2E               | ۰٫۱۹۴۶  | ۱٫۰۲۸۹ | ۱۰۰        | ۲ دقیقه و ۴۱ ثانیه      |      |
| ۱۱۲   | ۴۴  | ۸ نوامبر ۱۳۱۴   | ۱۴:۱۵:۰۵                          | کامل   | 7.6S 31.3W               | ۰٫۲۰۸   | ۱٫۰۲۴۴ | ۸۵         | ۲ دقیقه و ۲۰ ثانیه      |      |
| ۱۱۲   | ۴۵  | ۱۸ نوامبر ۱۳۳۲  | ۲۲:۵۳:۱۰                          | کامل   | 9.2S 160.8W              | ۰٫۲۱۷۲  | ۱٫۰۲۰۲ | ۷۱         | ۲ دقیقه و ۱ ثانیه       |      |
| ۱۱۲   | ۴۶  | ۳۰ نوامبر ۱۳۵۰  | ۷:۳۴:۵۱                           | مرکب   | 10.3S 68.8E              | ۰٫۲۲۲۷  | ۱٫۰۱۶۶ | ۵۸         | ۱ دقیقه و ۴۲ ثانیه      |      |
| ۱۱۲   | ۴۷  | ۱۰ دسامبر ۱۳۶۸  | ۱۶:۱۷:۱۷                          | مرکب   | 10.5S 61.6W              | ۰٫۲۲۷   | ۱٫۰۱۳۵ | ۴۸         | ۱ دقیقه و ۲۵ ثانیه      |      |
| ۱۱۲   | ۴۸  | ۲۲ دسامبر ۱۳۸۶  | ۱:۰۰:۲۷                           | مرکب   | 10S 167.7E               | ۰٫۲۳    | ۱٫۰۱۰۹ | ۳۹         | ۱ دقیقه و ۱۰ ثانیه      |      |
| ۱۱۲   | ۴۹  | ۱ ژانویه ۱۴۰۵   | ۹:۴۱:۳۷                           | مرکب   | 8.6S 37.5E               | ۰٫۲۳۴۳  | ۱٫۰۰۸۹ | ۳۲         | ۰ دقیقه و ۵۷ ثانیه      |      |
| ۱۱۲   | ۵۰  | ۱۲ ژانویه ۱۴۲۳  | ۱۸:۲۰:۱۹                          | مرکب   | 6.2S 92.4W               | ۰٫۲۴    | ۱٫۰۰۷۳ | ۲۶         | ۰ دقیقه و ۴۸ ثانیه      |      |
| ۱۱۲   | ۵۱  | ۲۳ ژانویه ۱۴۴۱  | ۲:۵۲:۵۰                           | مرکب   | 2.9S 138.9E              | ۰٫۲۵۰۳  | ۱٫۰۰۶۲ | ۲۲         | ۰ دقیقه و ۴۰ ثانیه      |      |
| ۱۱۲   | ۵۲  | ۳ فوریه ۱۴۵۹    | ۱۱:۲۰:۴۱                          | مرکب   | 1.1N 11.1E               | ۰٫۲۶۳۸  | ۱٫۰۰۵۴ | ۱۹         | ۰ دقیقه و ۳۴ ثانیه      |      |
| ۱۱۲   | ۵۳  | ۱۳ فوریه ۱۴۷۷   | ۱۹:۴۰:۲۳                          | مرکب   | 6N 115W                  | ۰٫۲۸۳۳  | ۱٫۰۰۴۸ | ۱۷         | ۰ دقیقه و ۳۰ ثانیه      |      |
| ۱۱۲   | ۵۴  | ۲۵ فوریه ۱۴۹۵   | ۳:۵۲:۰۳                           | مرکب   | 11.5N 120.5E             | ۰٫۳۰۹   | ۱٫۰۰۴۴ | ۱۶         | ۰ دقیقه و ۲۷ ثانیه      |      |
| ۱۱۲   | ۵۵  | ۷ مارس ۱۵۱۳     | ۱۱:۵۴:۰۳                          | مرکب   | 17.6N 1.8W               | ۰٫۳۴۲۱  | ۱٫۰۰۴  | ۱۵         | ۰ دقیقه و ۲۴ ثانیه      |      |
| ۱۱۲   | ۵۶  | ۱۸ مارس ۱۵۳۱    | ۱۹:۴۷:۲۱                          | مرکب   | 24.3N 122.1W             | ۰٫۳۸۱۸  | ۱٫۰۰۳۶ | ۱۳         | ۰ دقیقه و ۲۱ ثانیه      |      |
| ۱۱۲   | ۵۷  | ۲۹ مارس ۱۵۴۹    | ۳:۳۰:۵۵                           | مرکب   | 31.4N 120.1E             | ۰٫۴۲۸۵  | ۱٫۰۰۲۹ | ۱۱         | ۰ دقیقه و ۱۶ ثانیه      |      |
| ۱۱۲   | ۵۸  | ۹ آوریل ۱۵۶۷    | ۱۱:۰۴:۰۸                          | مرکب   | 38.9N 4.9E               | ۰٫۴۸۳   | ۱٫۰۰۲  | ۸          | ۰ دقیقه و ۱۱ ثانیه      |      |
| ۱۱۲   | ۵۹  | ۲۹ آوریل ۱۵۸۵   | ۱۸:۲۸:۵۸                          | مرکب   | 46.6N 107.7W             | ۰٫۵۴۳۶  | ۱٫۰۰۰۵ | ۲          | ۰ دقیقه و ۳ ثانیه       |      |
| ۱۱۲   | ۶۰  | ۱۱ مه ۱۶۰۳      | ۱:۴۴:۵۹                           | حلقه‌ای | 54.7N 142.6E             | ۰٫۶۱۰۷  | ۰٫۹۹۸۷ | ۶          | ۰ دقیقه و ۷ ثانیه       |      |
| ۱۱۲   | ۶۱  | ۲۱ مه ۱۶۲۱      | ۸:۵۳:۴۴                           | حلقه‌ای | 63.1N 36.1E              | ۰٫۶۸۲۸  | ۰٫۹۹۶۲ | ۱۸         | ۰ دقیقه و ۱۸ ثانیه      |      |
| ۱۱۲   | ۶۲  | ۱ ژوئن ۱۶۳۹     | ۱۵:۵۵:۱۶                          | حلقه‌ای | 71.7N 65.3W              | ۰٫۷۵۹۷  | ۰٫۹۹۳  | ۳۸         | ۰ دقیقه و ۳۱ ثانیه      |      |
| ۱۱۲   | ۶۳  | ۱۱ ژوئن ۱۶۵۷    | ۲۲:۵۲:۰۹                          | حلقه‌ای | 80.5N 153.7W             | ۰٫۸۳۹۵  | ۰٫۹۸۸۸ | ۷۳         | ۰ دقیقه و ۴۵ ثانیه      |      |
| ۱۱۲   | ۶۴  | ۲۳ ژوئن ۱۶۷۵    | ۵:۴۴:۳۹                           | حلقه‌ای | 84.1N 166.1W             | ۰٫۹۲۱۹  | ۰٫۹۸۳۵ | ۱۵۴        | ۱ دقیقه و ۱ ثانیه       |      |
| ۱۱۲   | ۶۵  | ۳ ژوئیه ۱۶۹۳    | ۱۲:۳۳:۵۲                          | جزئی   | 64.8N 146.3E             | 1.0058  | 0.9718 |            |                         |      |
| ۱۱۲   | ۶۶  | ۱۵ ژوئیه ۱۷۱۱   | ۱۹:۲۲:۱۱                          | جزئی   | 63.9N 34.6E              | 1.0894  | 0.8216 |            |                         |      |
| ۱۱۲   | ۶۷  | ۲۶ ژوئیه ۱۷۲۹   | ۲:۱۰:۴۰                           | جزئی   | 63.1N 76.9W              | 1.1718  | 0.6746 |            |                         |      |
| ۱۱۲   | ۶۸  | ۶ اوت ۱۷۴۷      | ۹:۰۱:۲۱                           | جزئی   | 62.4N 171.3E             | 1.2512  | 0.5339 |            |                         |      |
| ۱۱۲   | ۶۹  | ۱۶ اوت ۱۷۶۵     | ۱۵:۵۴:۰۲                          | جزئی   | 61.8N 59.2E              | 1.3279  | 0.3994 |            |                         |      |
| ۱۱۲   | ۷۰  | ۲۷ اوت ۱۷۸۳     | ۲۲:۵۲:۰۶                          | جزئی   | 61.4N 54.1W              | 1.3991  | 0.2757 |            |                         |      |
| ۱۱۲   | ۷۱  | ۸ سپتامبر ۱۸۰۱  | ۵:۵۴:۴۰                           | جزئی   | 61.1N 168.5W             | 1.4657  | 0.1614 |            |                         |      |
| ۱۱۲   | ۷۲  | ۱۹ سپتامبر ۱۸۱۹ | ۱۳:۰۳:۴۷                          | جزئی   | 61N 75.6E                | 1.5258  | 0.0595 |            |                         |      |